# Universitat Adam Mickiewicz
La Universitat Adam Mickiewicz de Poznań (en polonès: Uniwersytet im. Adama Mickiewicza w Poznaniu) és una de les universitats poloneses més grans, va obrir les portes el 7 de maig de 1919 a Poznan. Rep el nom en honor del poeta polonès Adam Mickiewicz.